# Ventrikularna tahikardija
Ventrikularna tahikardija (skraćeno: VT) je brzi srčani ritam (tahikardija) koja nastaje u klijetki (ventrikul lat. ventriculus) srca. Ventrikularna tahikardija se ubraja u tzv. periarestne aritmije, te je za život opasno stanje koje može dovesti od ventrikularne fibrilacije, asistolije i iznenadne smrti.
Ventrikularne tahikardije se prema morfologiji koja se prepoznaje elektrokardiografijom, mogu podijeliti na:
- monomorfne ventrikularne tahikardije - svi otkucaji srca (QRS kompleksi) su jednakog oblika u svakom od odvodima EKG-a.
- polimorfne ventrikularne tahikardije - na EKG-u se prate promjene oblika QRS od otkucaja do otkucaja.

Ventrikularna tahikardija se nazivaju tri ili više otkucaja u nizu iz ventrikula, koje su frekvencije veće od 100 otkucaja/min. Prema duljini trajanja VT se mogu podijeliti na:
- Ventrikularna tahikardija (non-sustained) - je naziv za tri ili više otkucaja iz klijetke frekvencije više od 100 otkucaja/minuti koja traje manje od 30 sekundi i spontano prestane
- Ventrikularna tahikardija (sustained) - je ventrikularna tahikardija koja traje duže od 30 sekundi, bez obzira da li je prekinuta nekim postupkom ili spontano prestane.

Monomorfnu ventrikularnu tahikardiju karakteriziraju na EKG-u jednaki oblici otkucaja što je posljedica pojačanog slanja impulsa s jednog mjesta iz lijeve ili desne klijetke ili zbog kružne struje (reentry) unutar klijetke. Najčešće nastaje kao posljedica ožiljka u srčanom mišiću nakon infarkta miokarda. 
Polimorfna ventrikularna tahikardija je najčešće posljedica abnormalnosti repolarizacije mišićnih vlakana klijetke. Predispozicija abnormalnosti u repolariziaciji se najčešće na EKG-u manifestira kao produženje QT intervala, što može biti stečeno ili prirođeno. Prirođeni uzroci uključuju sindrom dugog QT intervala, dok stečeni najčešće se odnose na toksične učinke lijekova ili poremećaje elektrolita. Poznat je mogući učinak antiaritmika (sotalol, amiodaron) na produljenje QT intervala, ali je poznato da i mnogi lijekovi u učestaloj upotrebi kao što su npr. antibiotici, antihistaminici, mogu produljiti QT interval.
|  | Molimo pročitajte upozorenje o korištenju medicinskih informacija. Ne provodite liječenje bez savjetovanja s liječnikom! |